# ジョージ・デューク
ジョージ・デューク（George Duke、1946年1月12日 - 2013年8月5日）は、カリフォルニア州サン・ラファエル生まれのジャズ・フュージョンで活躍していたピアニストで作曲家、音楽プロデューサー、歌手。

## 略歴
アメリカ・カリフォルニア州サン・ラファエルに生まれ、マリン・シティで育つ。母に連れて行かれたデューク・エリントンのコンサートでピアノに憧れ、7歳よりピアノの教育を受け始める。地元の教会にてブラック・ミュージックの洗礼を受けている。16歳の時高校の仲間と時代にグループを組み、ジャズを演奏している。この頃の彼はマイルス・デイヴィスやソウル・ジャズに影響されている。サンフランシスコ音楽院ではトロンボーンと作曲を専攻する。在学中、アル・ジャロウと組みクラブで演奏していた。
1970年代に入るとキャノンボール・アダレイやクインシー・ジョーンズ、フランク・ザッパ、ビリー・コブハムのグループに参加し、知名度を上げていった。
1977年にエピック/CBSで『フロム・ミー・トゥ・ユー』をリリース、持ち前のファンキーなプレイをもって当時ブームのディスコサウンドへ傾斜していく。このエピック期に、古くからの盟友であるベーシストのスタンリー・クラークと、ユニット名「クラーク/デューク・プロジェクト」で3枚のアルバム(1981年、1983年、1990年)を発表している。
1985年にワーナー・ミュージックのエレクトラ・レコードに移籍、『シーフ・イン・ザ・ナイト』をリリースし、この他2枚のアルバムを残す。この後しばらくはプロデュース業に多忙となる。1992年にワーナー・ブラザース・レコードに移り、アルバム『スナップショット』を発表。
2002年になるとマイナー・レーベルのピザーレ・プラネットに移り、3作発表。2008年にはヘッズ・アップに移り、アルバム『デューキー・トリーツ』を発表。
2013年、慢性リンパ性白血病で療養していたが、8月5日、ロサンゼルスの病院にて死去。67歳没。

## ディスコグラフィ

### スタジオ・アルバム
- 『カム・トゥゲザー (セイヴ・ザ・カントリー)』 - Save the Country (1970年、Liberty)
- The Inner Source (1973年、MPS, BASF)
- 『フェイセス・イン・リフレクション』 - Faces in Reflection (1974年、MPS, BASF)
- 『ジョージ・デューク&フィール』 - Feel (1974年、MPS, BASF)
- 『オーラ・ウィル・プリヴェイル』 - The Aura Will Prevail (1975年、MPS, BASF)
- 『アイ・ラヴ・ザ・ブルース』 - I Love the Blues, She Heard My Cry (1975年、MPS, BASF)
- 『リベレイテッド・ファンタジーズ』 - Liberated Fantasies (1976年、MPS, BASF)
- 『マイ・ドリーム』 - The Dream (1978年、MPS, Epic) ※1976年録音。ソロ・キーボード・アルバム
- 『フロム・ミー・トゥ・ユー』 - From Me to You (1977年、Epic, CBS)
- 『リーチ・フォー・イット』 - Reach for It (1977年、Epic, CBS)
- 『ドント・レット・ゴー』 - Don't Let Go (1978年、Epic, CBS)
- 『フォロー・ザ・レインボー』 - Follow the Rainbow (1979年、Epic, CBS)
- 『マスター・オブ・ザ・ゲーム』 - Master of the Game (1979年、Epic, CBS)
- 『ブラジリアン・ラヴ・アフェア』 - A Brazilian Love Affair (1980年、Epic, CBS)
- 『ドリーム・オン』 - Dream On (1982年、Epic, CBS)
- 『ライト・メッセージ』 - Guardian of the Light (1983年、Epic, CBS)
- 『シークレット・ランデヴー』 - Rendezvous (1984年、Epic, CBS)
- 『シーフ・イン・ザ・ナイト』 - Thief in the Night (1985年、Elektra)
- 『ジョージ・デューク』 - George Duke (1986年、Elektra)
- 『ナイト・アフター・ナイト』 - Night After Night (1989年、Elektra)
- 『スナップショット』 - Snapshot (1992年、Warner Bros.)
- 『イリュージョンズ』 - Illusions (1995年、Warner Bros.)
- 『イズ・ラヴ・イナフ?』 - Is Love Enough? (1997年、Warner Bros.)
- 『アフター・アワーズ』 - After Hours (1998年、Warner Bros.)
- 『クール』 - Cool (2000年、Warner Bros.)
- Face the Music (2002年、Big Piano Music)
- Duke (2005年、Big Piano Music)
- In a Mellow Tone (2006年、Big Piano Music)
- 『デューキー・トリーツ』 - Dukey Treats (2008年、Big Piano Music, Heads Up)
- 『デジャ・ヴ』 - Déjà Vu (2010年、Big Piano Music, Heads Up)
- 『ドリームウィーヴァー』 - DreamWeaver (2013年、Big Piano Music, Heads Up)
- 『ブラジリアン・フュージョン』 - Brazilian Fusion (2013年、Wounded Bird)

### ライブ・アルバム
- 『ミューア・ウッズ組曲』 - Muir Woods Suite (1970年、Liberty)

### コラボレーション・アルバム
- 『カンタローブ・アイランド (エキスペリエンス)』 - Jean-Luc Ponty Experience with the George Duke Trio (1969年、Pacific Jazz) ※with ジャン＝リュック・ポンティ
- Here and Now (1970年、MPS) ※with The Third Wave。アレンジと指揮を担当
- 『ライヴ』 - Live on Tour in Europe (1976年、Atlantic) ※with ビリー・コブハム
- 『クラーク/デューク・プロジェクト』 - The Clarke/Duke Project (1981年、Epic, CBS) ※with スタンリー・クラーク
- 『クラーク&デューク・プロジェクト2』 - The Clarke/Duke Project II (1983年、Epic, CBS) ※with スタンリー・クラーク
- 『3』 - 3 (1990年、Epic, CBS) ※with スタンリー・クラーク

## ソフトウェア
- George Duke Soul Treasures：ドイツのソフトハウスNative Instrumentsが制作した、ジョージ・デューク演奏によるループ音源。PC上で使用するもので、アコースティック・ピアノ、ローズ・ピアノ、Wurlitzer、クラビネットの演奏が収録されている。2010年10月発売。